# Emenda parlamentar

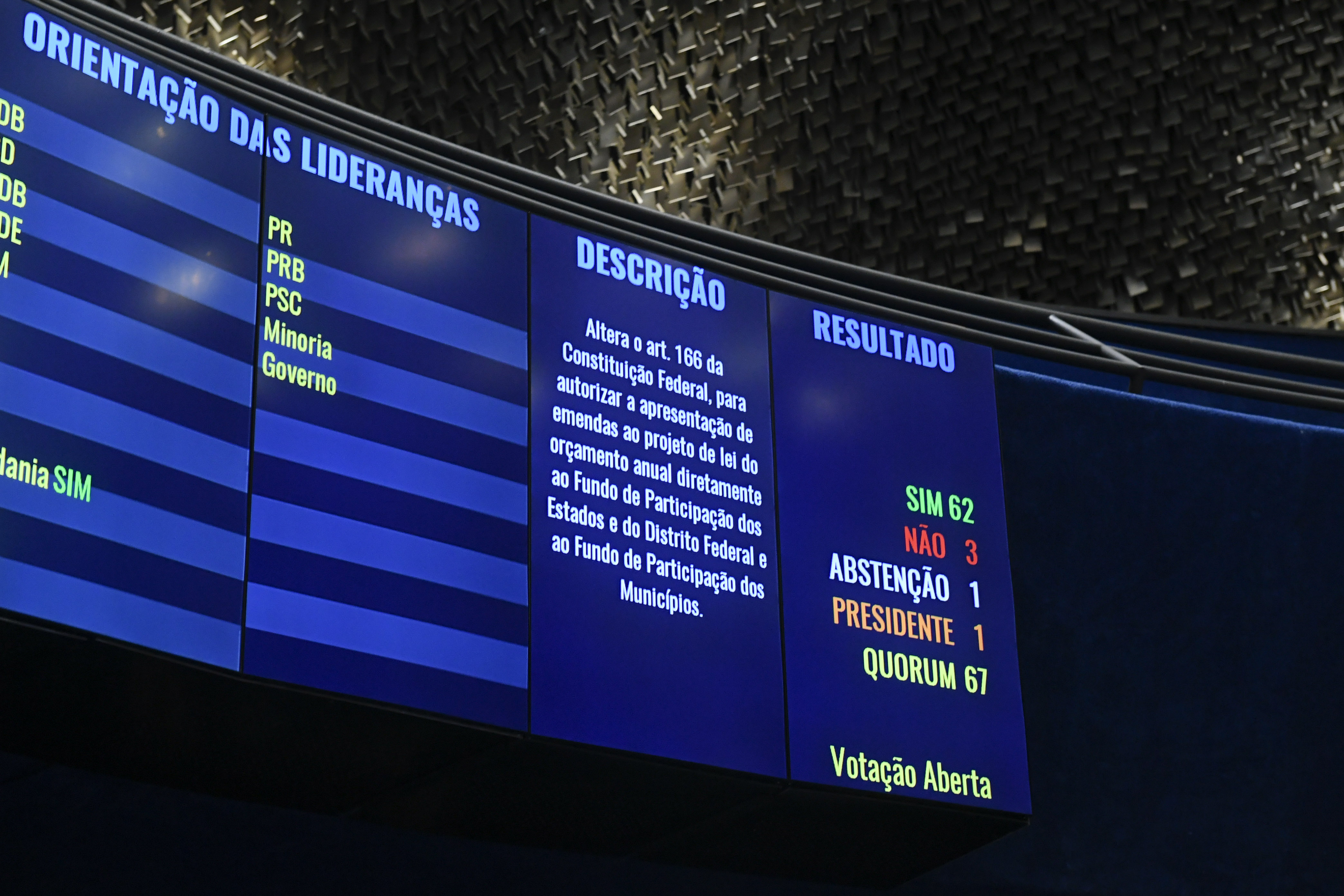
Votação sobre o orçamento no Senado Federal.

Na política brasileira, emenda parlamentar é uma forma de destinação de recursos do orçamento público, legalmente indicada pelos membros do Congresso Nacional e das Assembleias Legislativas estaduais para finalidades específicas, geralmente relacionada ao interesse temático e eleitoral de cada parlamentar. 
Os parlamentares possuem uma quota previamente acordada, que podem livremente distribuir. A indicação se faz por meio de uma emenda legislativa, individual ou coletiva, às leis orçamentárias em vigor.
Antes de 2015, as emendas não eram de execução obrigatória, podendo o Executivo ignorar a destinação dada pelos parlamentares. A Emenda à Constituição n.º 86, no entanto, trouxe as chamadas emendas impositivas, que devem ser cumpridas pelo Executivo até o teto de um percentual estabelecido pela Lei de Diretrizes Orçamentárias (LDO). O Congresso expandiu o processo em 2019, tornando obrigatórias também as chamadas "emendas de bancadas".

## Funcionamento
As emendas parlamentares são o principal mecanismo para deputados e senadores do Brasil influenciarem diretamente o orçamento público. As alterações feitas na Lei Orçamentária Anual (LOA) são propostas por meio das quais os parlamentares podem expressar suas opiniões e direcionar a destinação de recursos financeiros para políticas públicas e compromissos políticos que assumiram com sua base eleitoral, com estados, municípios e outras instituições. Essas emendas podem ser apresentadas individualmente por cada parlamentar ou em conjunto e podem acrescentar, suprimir ou modificar itens do Projeto de Lei Orçamentária Anual apresentado pelo Poder Executivo.

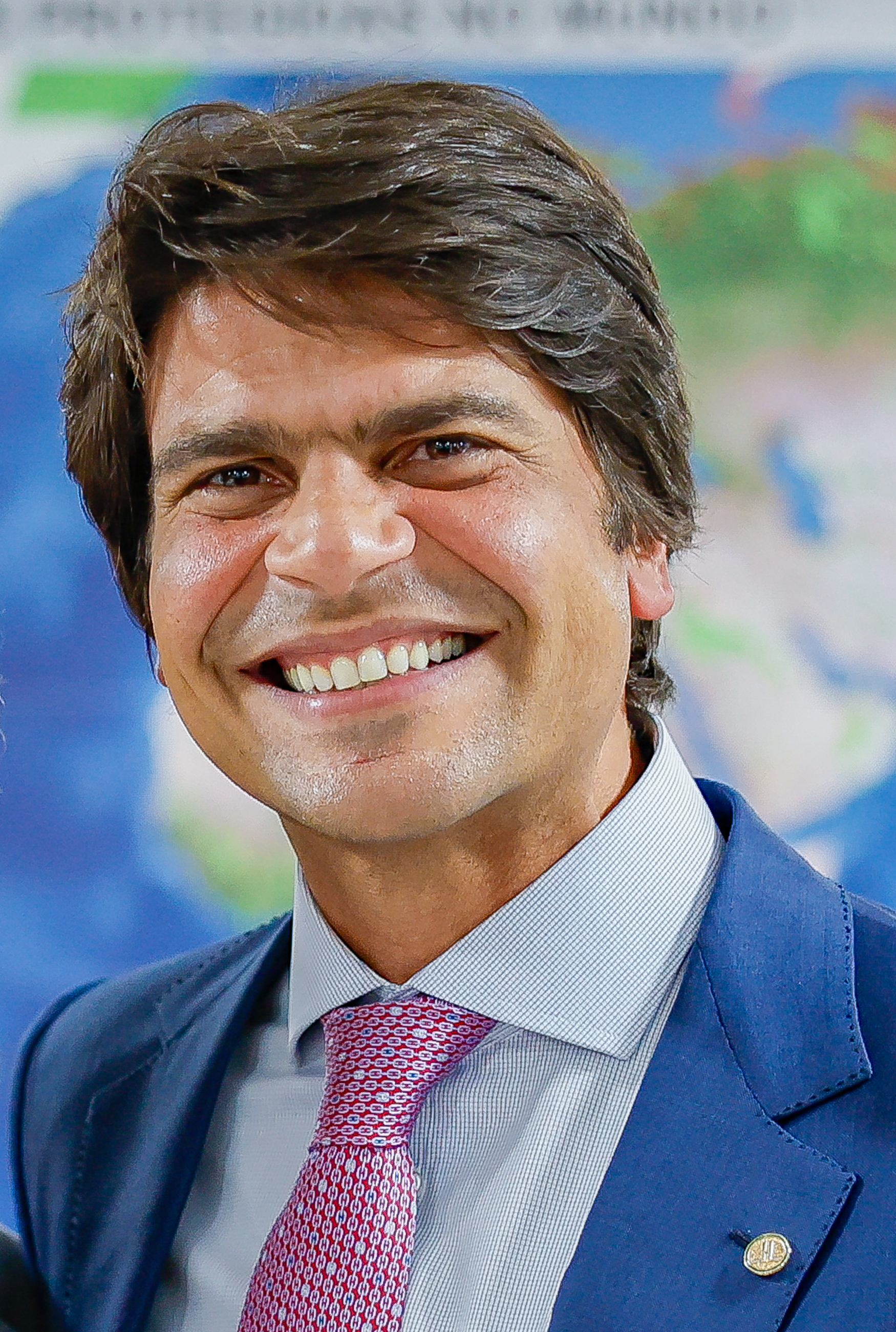
O deputado Pedro Paulo é um grande defensor das emendas parlamentares como instrumento de política pública.

Desta maneira, parlamentares ligados à saúde, à assistência social, à educação ou a tantos outros temas públicos, podem enviar recursos diretamente para custear atividades, projetos ou obras de interesse de suas bases eleitorais.
De acordo com a Resolução nº 1/2006 do Congresso Nacional, cada parlamentar poderá apresentar até 25 emendas individuais à LOA, no valor total definido na declaração preliminar do relator. Para o ano de 2019, por exemplo, a LOA estima um limite de R$15,4 milhões para cada deputado federal ou senador a ser gasto por meio de emendas individuais. Essas emendas serão incorporadas ou não ao texto final do PLOA após apreciação pela Comissão Mista do Orçamento (CMO).
Cabe frisar que os recursos não são "livres". A nível federal, desde 2015, com a Emenda Constitucional nº86, também conhecida como Emenda do Orçamento Impositivo, os parlamentares são obrigados a destinar pelo menos 50% dos recursos das emendas parlamentares individuais à área da saúde. Além disso, para propor uma emenda que aumente os gastos públicos, um parlamentar deve assegurar que ela foi incluída previamente no planejamento governamental estabelecido - o Plano Plurianual (PPA) e a Lei de Diretrizes Orçamentárias (LDO). Deve também indicar as fontes de recursos financeiros necessários à sua execução. E as emendas devem estar intrinsecamente ligadas aos programas de trabalho dos ministérios, uma vez que são executadas por meio da estrutura administrativa do poder executivo. Isso significa que os parlamentares não são capazes de promover novos gastos ou novas políticas públicas, pois têm que incorporar suas preferências na estrutura programática estabelecida nos ministérios. Ainda, sendo recursos públicos, seu uso deve atentar para todos os princípios do Direito Público, contando com transparência e ética na sua aplicação.
Depois de aprovado na Comissão Mista de Orçamento e no plenário conjunto do Congresso, o PLOA é submetido ao Executivo para sanção do presidente, permitindo que o orçamento público seja executado pela estrutura administrativa federal no ano seguinte e controlado interna e externamente pela Controladoria-Geral da União e pelo Tribunal de Contas da União.

### Negociação entre parlamentares e bases

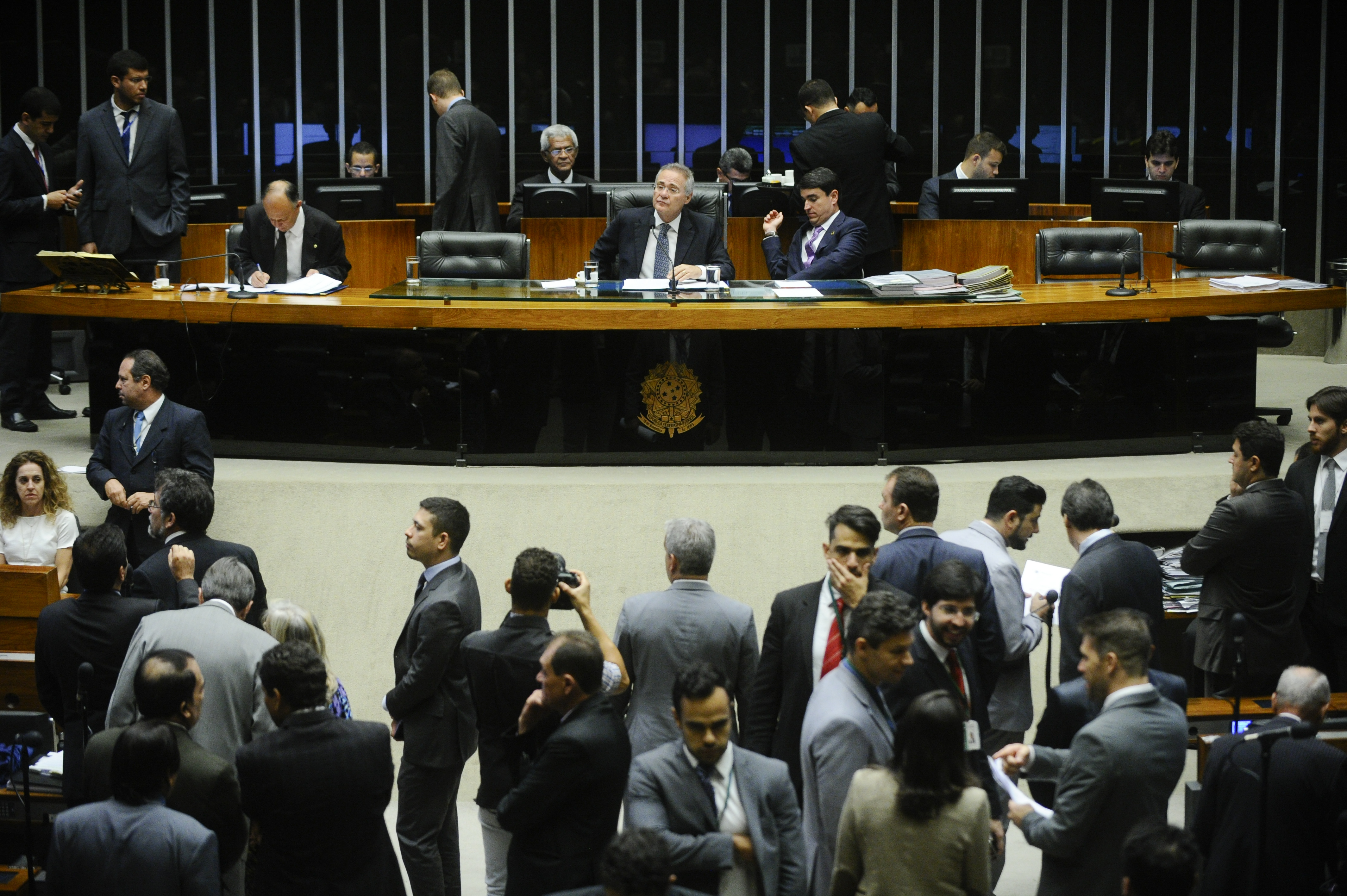
Plenário do Congresso Nacional (2016)

As emendas parlamentares são tradicionalmente utilizadas para projetos que agraciam as bases eleitorais dos congressistas. Ficam de olho nas emendas principalmente os prefeitos, que dependem em parte desses recursos. Ou seja, assim como o governo possui uma vantagem em liberar as emendas para o Congresso, os parlamentares conseguem barganhar com políticos da esfera municipal. Vale notar que deputados estaduais também têm o poder de emendar o orçamento estadual, o que garante poder semelhantes ao dos deputados federais e senadores, dentro de seus estados.
Segundo apuração do Globo, os municípios mais contemplados com os recursos das emendas Pix tiveram um alto índice de reeleição de seus prefeitos (aproximadamente 90%) nas eleições de 2024.

## Relação com a corrupção
Há casos polêmicos sobre a má utilização das emendas por deputados. O escândalo dos "Anões do Orçamento", desvendado em 1993, é um dos casos mais clássicos de corrução envolvendo emendas. O esquema consista em fraudes no orçamento da União, como desvio de recursos para organizações sociais fantasmas e para empreiteiras, como a Odebrecht (atual Novonor), que posteriormente seria também implicada na Operação Lava Jato.
Esses desvios eram acertados por emendas via Comissão Mista de Orçamento, da qual fazia parte o deputado João Alves, apontado como chefe da quadrilha. Por conta da repercussão do caso, foi instalada uma Comissão Parlamentar de Inquérito (CPI), que pediu a cassação de 18 deputados, a maioria do "baixo clero" da Câmara.Entre eles, estava o então Presidente da Câmara, Ibsen Pinheiro, que foi cassado na época. Mais tarde, em 2000, ele foi inocentado pelo STF, por falta de provas. Ao todo, seis parlamentares foram cassados e outros quatro renunciaram. Os oito restantes foram absolvidos.
Existem casos de deputados que supostamente cobravam propina sobre a liberação de emendas a determinados grupos empresariais, como o ex-deputado federal João Magalhães, que foi acusado de vender emendas por propinas de 10% a 12%, em 2013.
Outro escândalo envolveu o Ministério do Turismo, em 2011. Uma emenda parlamentar da deputada Fátima Pelaes liberou recursos para uma organização social de fachada, que supostamente realizaria treinamentos de pessoal no Amapá. Teriam sido desviados 4 milhões de reais pelo esquema, segundo a Folha de S.Paulo.

## Tipos
Há emendas impositivas e não impositivas. As emendas impositivas individuais foram estabelecidas pela Emenda Constitucional n. 86 de 2015, pela qual os parlamentares, ao todo, podem indicar até 1,2% da Receita Corrente Líquida (RCL) da proposta orçamentária, que deve ser obrigatoriamente transferido pelo Executivo, sendo que metade deste valor (0,6%), por força de lei, deve ir para a área da saúde. 
As emendas impositivas de bancada foram estabelecidas pela Emenda Constitucional n. 100 de 2019 e regulamentadas pelas Emenda Constitucional n. 102 e 105, de 2019, as quais dispõem que as bancadas estaduais ou regionais do Congresso Nacional podem emendar até 1% da RCL realizada no exercício anterior, sendo que são de livre indicação temática, não havendo nenhum percentual vinculado, como é o caso da impositiva individual. Há também as emendas de comissão e as emendas apresentadas para a Comissão Mista de Orçamento do Congresso Nacional (CMO). Estas duas últimas não são impositivas e obedecem a outros critérios.

### Emendas participativas
Nos últimos anos, o Brasil vem experimentando um movimento em direção a novas formas de decidir como o dinheiro público será gasto quando o projeto de lei orçamentária anual (PLOA) entra no legislativo para torná-lo mais participativo, responsivo e ter mais controle social. As emendas participativas são iniciativas emergentes que se diferenciam do atual modus operandi de decisão e fiscalização emendas parlamentares individuais e foram elaboradas para promover a participação e responsabilidade dos cidadãos durante a fase de debate legislativo no processo de tomada de decisão do orçamento público brasileiro.
Em 2009, o deputado federal Glauber Braga criou o mecanismo de participação presencial a partir de um diagnóstico de falha do sistema representativo brasileiro e da conclusão de que isso não se resolve negando o universo político, mas mostrando seus limites e complementando a representação com instrumentos de responsabilização e participação. Já em 2017, o deputado João Henrique Caldas criou um mecanismo de participação online inspirado em dois conceitos - orçamento participativo e democracia digital - e desenvolvida a partir de um diagnóstico de distanciamento das pessoas da política e de que as tecnologias digitais podem ser uma forma de resolver esse problema.
Um estudo de 2023 identificou que esses novos arranjos institucionais modificaram o processo de tomada de decisão tradicional das emendas parlamentares tanto em relação a quem decide e ao que é decidido. Observou-se que a abordagem educativa desses mecanismos fortaleceu as capacidades do Estado para responder à voz através da remodelação do processo de tomada de decisão orçamentária e fortaleceu as capacidades dos cidadãos de vocalizarem seus interesses, democratizando o orçamento público e desenvolvendo competências democráticas nos participantes. Além disso, do ponto de vista eleitoral, essas iniciativas participativas podem ser utilizadas como estratégia para aumentar a capilaridade dos mandatos nos estados, melhorar a conexão eleitoral e também para combater a oposição local. Portanto, este estudo demonstrou que essas inovações parlamentares podem contribuir para revitalizar a conexão eleitoral dificultada pela representação proporcional e pode funcionar como uma relação ganha-ganha para parlamentares e cidadãos.
A Folha de S.Paulo constatou em matéria de novembro de 2023 que somente 3% do total de congressistas, em geral de partidos menores da esquerda e da direita, havia divulgado algum tipo de critério objetivo para a distribuição das verbas (os chamados "editais de emendas"). O jornal apontou que a maior reticência parlamentares era manter a distribuição para redutos eleitorais.